# هيلين ألان
هيلين ألان (4 نوفمبر 1915 - 10 أكتوبر 1972) (بالإنجليزية: Helen Allan)‏ هي لاعبة كريكت نيوزلندية.

## وصلات خارجية
- هيلين ألان على موقع إي آس بي آن كريك إنفو (الإنجليزية)